# 小野保
小野 保 （おの たもつ）は、日本の俳優。

## 出演作品

### テレビ
- 海底人8823（1960年、ブラックスター団員役）[1]

### 映画
- 魚河岸の石松シリーズ　二代目石松大あばれ（1955年）[2]
- 狸小路の花嫁（1956年） - 交番の巡査[3]
- 鼻の六兵衛（1956年） - 乾分弥助[4]
- 笑の魔術師（1956年） - 大貫の子分A[5]
- にっぽんGメン 特別武装班出動（1956年）- 若い巡査[6]
- 大学の石松　ぐれん隊征伐（1956年） - 庄田[7]
- 地下鉄三四郎（1956年） - 吉松[8]
- 大学の石松　太陽族に挑戦す（1956年） - 庄田[7]
- 拳銃を捨てろ（1956年） - 八公[9]
- 警視庁物語 白夜魔（1957年） - 男C[10]
- 血まみれの決闘（1957年） - 佐川[11]
- 乱撃の七番街（1958年） - 乾分B[12]
- 曲馬団の娘（1958年） - 車輪乗りの男[13]
- 空中サーカス 嵐を呼ぶ猛獣（1958年） - 和田[14]
- 牝罠（1967年）[15][16]
- 蒼いフィルム 品さだめ（1968年）[16][17]
- 暴行少女日記♀（1968年）[18][19]
- 未亡人責め（1968年）[15]
- セックス女優残酷史（1968年）[19]
- 女医残酷日記（1968年）[15][16][20]
- 廓秘聞　情事のあとさき（1969年）[16][21][22]
- ブルーフィルムの女（1969年）[16][23][24]
- 続.ニッポン発情地帯（1972年）[15]